# Kalwa Mała
Kalwa Mała (Kalba Mała) – jezioro w Polsce położone w województwie warmińsko-mazurskim, w powiecie szczycieńskim, w gminie Pasym.

## Opis
Jezioro o długości 530 m, szerokości 230 m i kształcie zbliżonym do prostokąta wydłużonego z północy na południe, położone na półwyspie Ostrów (według innych źródeł jest to półwysep Gaj), między ramionami jeziora Kalwa (Kalwa Wielka). Kalwa Mała położona jest 15 m powyżej poziomu Kalwy Wielkiej. Powierzchnia zbiornika wynosi 10,8 ha, maksymalna głębokość 4,7 m, a średnia 2,2 m. Brzegi Kalwy Małej są wysokie i strome, otoczone kępami lasu, łąkami i zabudowaniami. Linia brzegowa zarośnięta przez trzcinę. Jezioro ma charakter otwarty, wypływa z niego struga do jeziora Kalwa.
Dojazd do zbiornika prowadzi od drogi krajowej nr 53 między Szczytnem a Olsztynem, następnie od Pasymia drogami gruntowymi na północ.

## Wędkarstwo
Kalwa Mała to jezioro o typie linowo-szczupakowym, występuje tu głównie lin i szczupak, a poza tym okoń, płoć, leszcz, węgorz, krąp, karaś i wzdręga.